# Tunnel de l'Eichelberg
Le tunnel de l'Eichelberg est un tunnel situé en Allemagne, en Thuringe. Il mesure 1 123 mètres de longueur.